# GANEFO
Đại hội thể thao các quốc gia mới nổi (GANEFO) là một đại hội thể thao được thành lập bởi Indonesia. Đại hội này dành cho các quốc gia mới nổi (hầu như là các quốc gia xã hội chủ nghĩa). GANEFO tổ chức lần đầu tiên tại Jakarta, Indonesia vào năm 1963. GANEFO cuối cùng dự kiến diễn ra tại Cairo, Ai Cập vào năm 1967 nhưng đã bị hủy bỏ. Trước đó, một kì "GANEFO châu Á" được tổ chức tại Phnôm Pênh vào năm 1966. GANEFO như là một Thế vận hội dành cho các quốc gia đặc biệt.

## Thể thao và chính trị tại GANEFO
Indonesia thành lập GANEFO vào năm 1962 vì Ủy ban Olympic quốc tế (IOC) cấm Indonesia do để chính trị thâm nhập quá nhiều vào ASIAD 1962 khi Indonesia từ chối cấp thị thực cho Trung Hoa Dân Quốc và Israel.
Mười quốc gia (Campuchia, Trung Quốc, Guinea, Iraq, Mali, Indonesia, Pakistan, Bắc Việt Nam và Liên Xô) tham gia kỳ GANEFO 1963. Từ sau năm 1963, GANEFO có thêm 36 thành viên. GANEFO nêu rõ trong bản ký kết giữa các thành viên rằng GANEFO là nơi chính trị và thể thao kết hợp vào nhau. Tổng thống Indonesia Sukarno nói rằng IOC là một tổ chức chính trị do nó không có Trung Quốc và Bắc Việt Nam là thành viên.
IOC chỉ đơn giản là một công cụ của đế quốc và thực dân.— Tổng thống Sukarno

Vì vậy, IOC lệnh rằng các vận động viên tham gia GANEFO sẽ không được tham gia thế vận hội.

## Các kỳ GANEFO

### GANEFO lần 1
Kỳ GANEFO đầu tiên diễn ra tại Jakarta, Indonesia vào ngày 10 đến ngày 22 tháng 11 năm 1963, với 2.700 vận động viên từ 51 quốc gia.
Một số quốc gia không đem những vận động viên chuẩn Olympic đến GANEFO vì sợ không có vận động viên tham gia thế vận hội. Ví dụ, Liên Xô và Nhật Bản chỉ đưa những vận động viên không đạt chuẩn Olympic đến GANEFO.
| Hạng               | Đoàn                            | Vàng | Bạc | Đồng | Tổng số |
| ------------------ | ------------------------------- | ---- | --- | ---- | ------- |
| 1                  | Trung Quốc (CHN)                | 68   | 58  | 45   | 171     |
| 2                  | Liên Xô                         | 27   | 21  | 9    | 57      |
| 3                  | Cộng hòa Ả Rập Thống nhất (UAR) | 22   | 18  | 12   | 52      |
| 4                  | Indonesia (INA)                 | 21   | 25  | 35   | 81      |
| 5                  | CHDCND Triều Tiên               | 13   | 15  | 24   | 52      |
| 6                  | Argentina (ARG)                 | 5    | 0   | 4    | 9       |
| 7                  | Nhật Bản                        | 4    | 10  | 14   | 28      |
| Tổng số (7 đơn vị) | Tổng số (7 đơn vị)              | 160  | 147 | 143  | 450     |

|  |  |

### GANEFO lần 2
GANEFO 1967 ban đầu được dự định tổ chức tại Bắc Kinh, Trung Quốc nhưng đã bị từ chối. Sau đó quyền đăng cai thuộc về Bình Nhưỡng, Bắc Triều Tiên. Nhưng nó không diễn ra và GANEFO sụp đổ.

## GANEFO châu Á
GANEFO châu Á lần đầu tiên được tổ chức tại Phnôm Pênh, Campuchia từ 25 tháng 11 đến 6 tháng 12 năm 1966. 2.000 vận động viên đến từ 17 quốc gia (Campuchia, Sri Lanka, Trung Quốc, Indonesia, Iraq, Nhật Bản, Bắc Triều Tiên, Lào, Liban, Mông Cổ, Nepal, Pakistan, Palestine, Singapore, Syria, Bắc Việt Nam, Nam Yemen). Hoàng tử Norodom Sihanouk là người tuyên bố khai mạc GANEFO châu Á 1966.